# São Paulo (stad)
São Paulo (IPA: [sɐ̃w ˈpawlu]) is een gemeente en miljoenenstad in Brazilië. São Paulo is gesticht in 1554 en bleef relatief klein tot ongeveer 1870. De stad zelf heeft 11,5 miljoen inwoners. Inclusief de vele voorsteden is São Paulo een metropool van 22,6 miljoen inwoners. Het is daarmee qua grootte de 12e metropool van de wereld. De stad is onderverdeeld in verschillende bestuurlijke niveaus.

## Geschiedenis
São Paulo werd op 25 januari 1554 door twee jezuïeten-missionarissen gesticht. Lange tijd bleef het gebied geïsoleerd omdat de productiviteit van de lokale suikerrietplantages niet bijzonder hoog was. Pas in de 17e eeuw werd in het gebied tarwe geteeld voor de export. São Paulo kreeg in 1711 officieel stadsrechten.

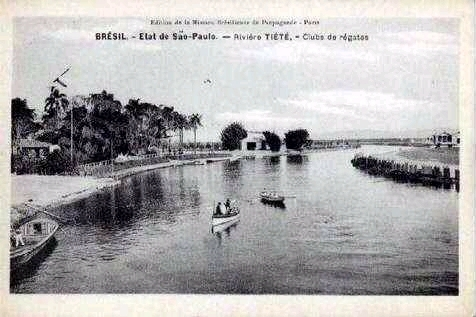
Historische opname van de Tiete in São Paulo

Op 7 september 1822 werd Brazilië te São Paulo onafhankelijk van Portugal verklaard.
In de 19e eeuw bloeide de welvaart op, hoofdzakelijk gedreven door de export van koffie. Na de afschaffing van de slavernij in 1888, trok de stad golven van immigranten uit Italië, Portugal, Spanje, Duitsland en andere Europese landen aan om te werken in de koffieplantages. Bovendien trokken vele ex-slaven naar de stad om werk te vinden.
Aan het begin van de 20e eeuw daalde de koffieprijs scherp, waardoor lokale ondernemers ervoor kozen te investeren in de industriële ontwikkeling van de stad. De industrialisatie trok nieuwe contingenten aan van overzeese immigranten, onder wie Italianen, Japanners, Chinezen, Syriërs en Libanezen.

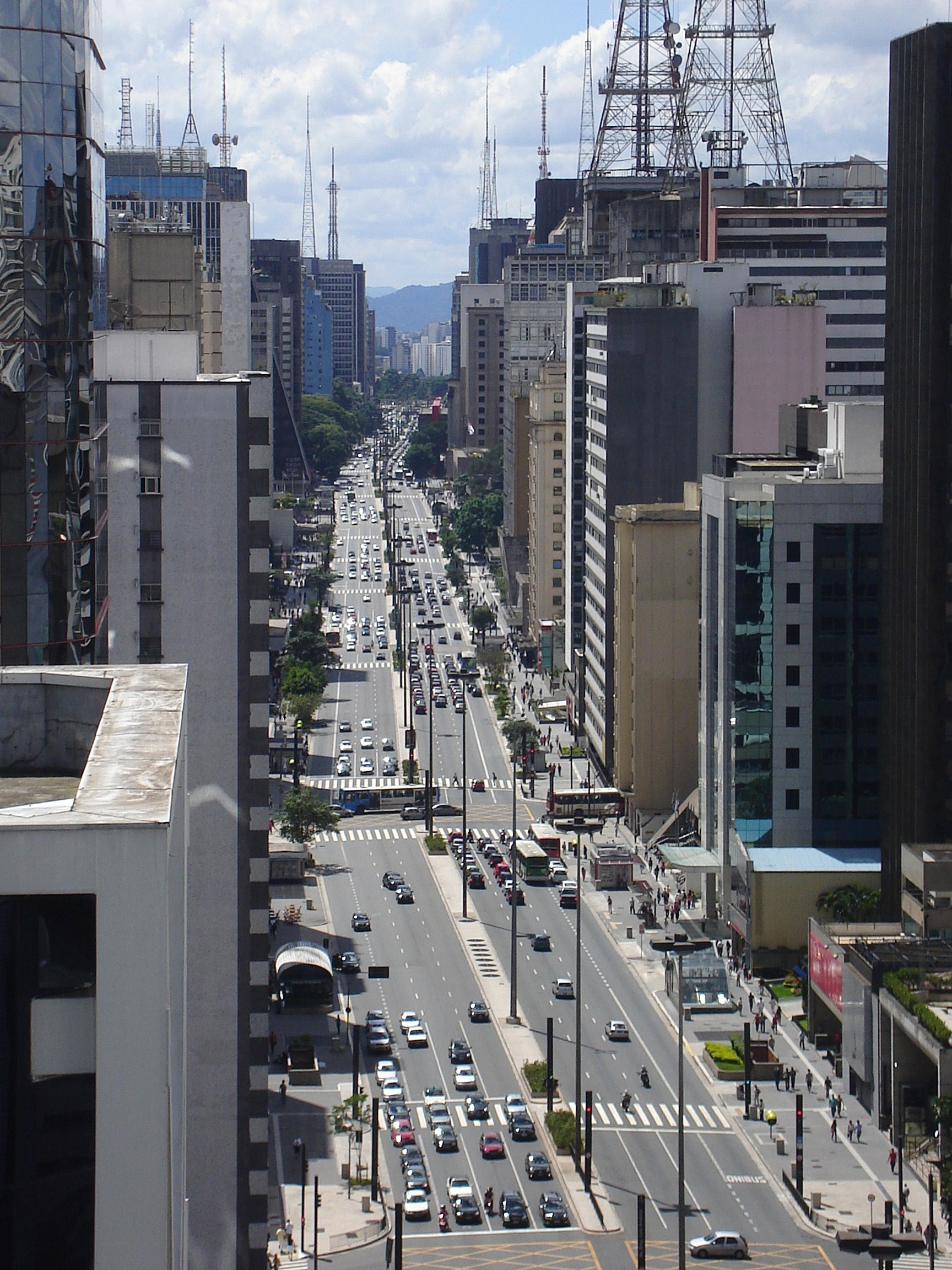
Avenida Paulista

### Bebouwing
São Paulo heeft een van de hoogste concentraties woontorens ter wereld en telt meer dan 18.000 gebouwen met minimaal 15 verdiepingen. De stad telt relatief weinig oude gebouwen. Veel gebouwen werden afgebroken om plaats te maken voor moderne hoogbouw. In het centrum bevinden zich de meeste gebouwen uit het einde van de 19e tot het begin van de 20e eeuw. In de tweede helft van de 20e eeuw verschoof het zakencentrum naar de hoofdstraat Avenida Paulista, bij de wijk Jardins. De laatste jaren wint het zakendistrict Morumbi aanzienlijk aan belang.

## Geografie

### Klimaat
São Paulo heeft een subtropisch klimaat met een nat seizoen van december tot en met maart en een droog seizoen van juni tot oktober. Het klimaat is over het algemeen koeler dan dat van Rio de Janeiro dat nagenoeg op dezelfde breedtegraad ligt en een meer tropisch klimaat heeft, met hetere zomers en warmere winters. In januari kunnen in São Paulo zware regenbuien en heftig onweer het verkeer lam leggen, al zijn dagenlange regens een zeldzaamheid. De wintermaanden juni tot en met september worden gekenmerkt door wat lagere temperaturen (het is dan overdag meestal een graad of 20 C) maar ook door meer zon. De laagste (minimum)temperatuur ooit in São Paulo gemeten bedroeg 8,9 C in mei 2011.

### Aangrenzende gemeenten
De gemeente grenst aan Caieiras, Cajamar, Cotia, Diadema, Embu das Artes, Embu-Guaçu, Ferraz de Vasconcelos, Guarulhos, Itanhaém, Itapecerica da Serra, Itaquaquecetuba, Juquitiba, Mairiporã, Mauá, Osasco, Poá, Santana de Parnaíba, Santo André, São Bernardo do Campo, São Caetano do Sul, São Vicente en Taboão da Serra.

## Demografie

### Inwoners
Er zijn geen precieze cijfers over het aantal inwoners van de agglomeratie. Bij de laatste volkstelling, van oktober 2010, werden iets meer dan 22 miljoen inwoners in het Metropool gebied van São Paulo geregistreerd, niet-geregistreerde inwoners van de favela's niet meegeteld. São Paulo is daarmee een van de grootste stedelijke agglomeraties ter wereld. Anno 2009 besloeg de agglomeratie een oppervlakte van meer dan 1500 km², drie keer zo groot als die van Parijs. Inwoners van de stad São Paulo worden ook wel Paulistanos genoemd, of Paulistas als inwoners van de staat São Paulo. De etnische samenstelling van de bevolking is zeer divers.

## Cultuur

### Bezienswaardigheden
Het Museu de Arte de São Paulo (MASP) is een van de grootste musea van Latijns-Amerika. Hier hangen werken van (onder vele anderen) Karel Appel, Giovanni Bellini, Hieronymus Bosch, Sandro Botticelli, Calder, Paul Cézanne, Lucas Cranach der Ältere, Paul Gauguin, El Greco, Vincent van Gogh, Frans Hals, Pablo Picasso.
De kathedraal van São Paulo is een van de grootste neo-gotische kathedralen in de wereld.
De voormalig hoogste gebouwen van Brazilië: Edifício Altino Arantes en Mirante do Vale.

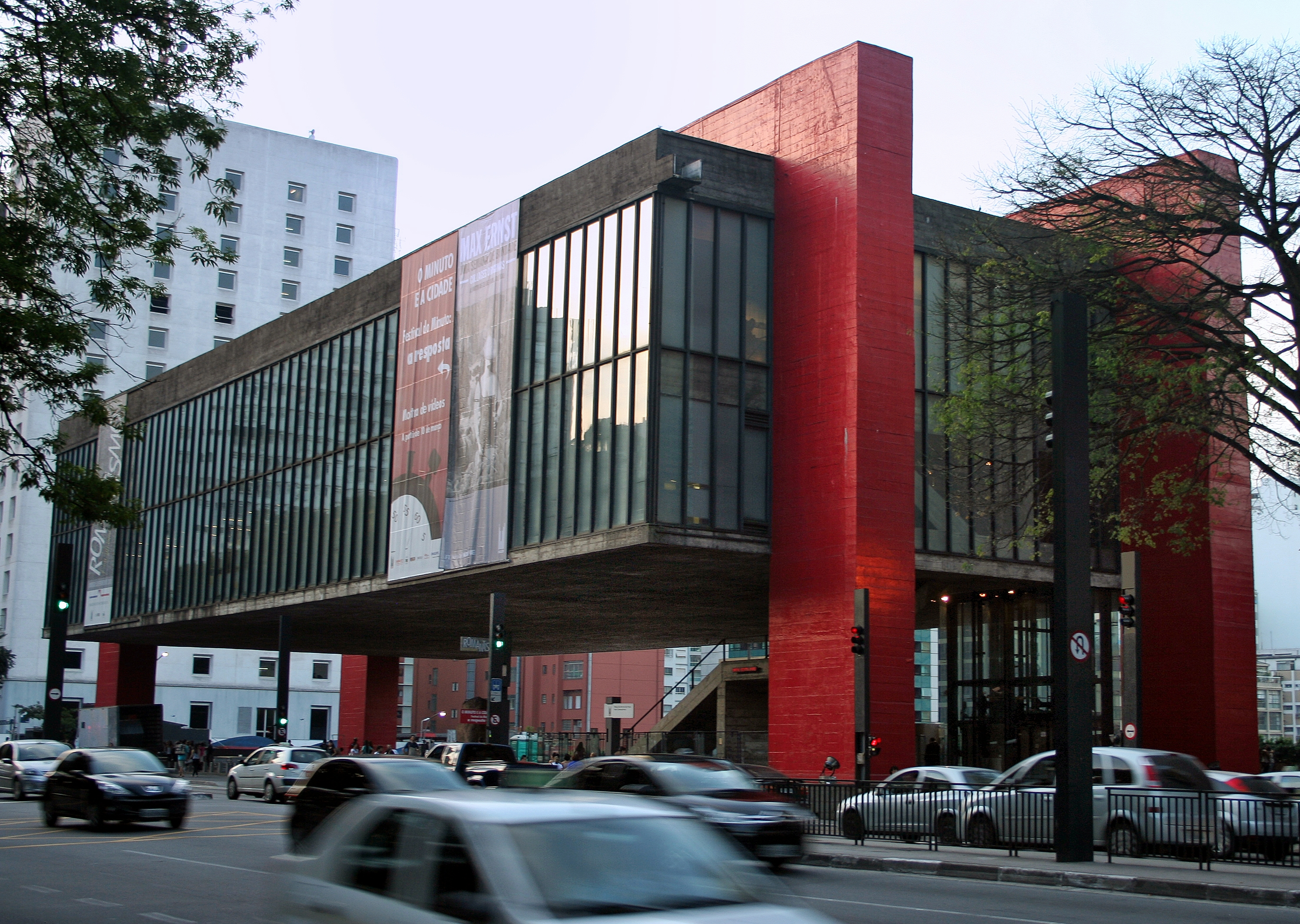
MASP
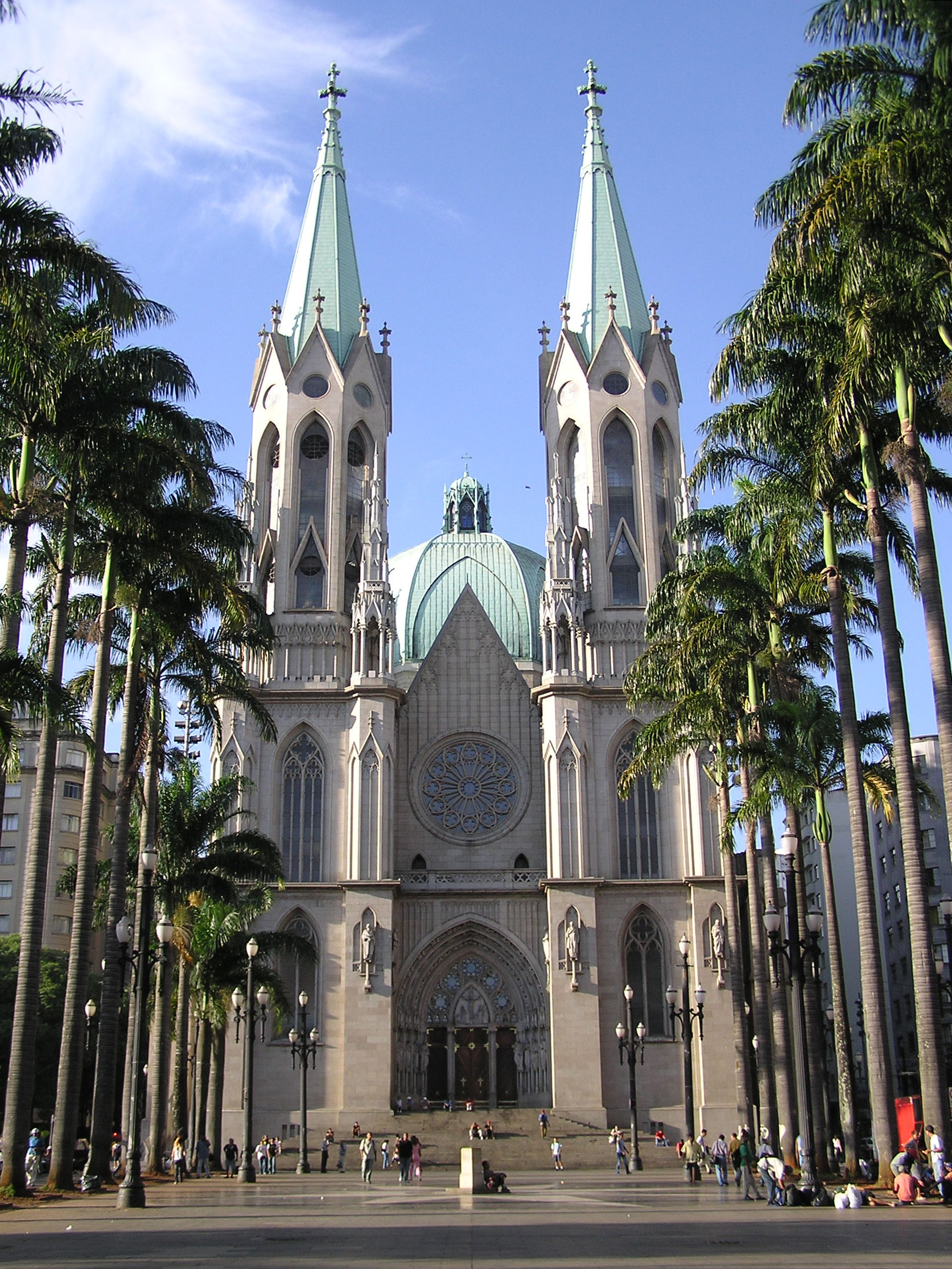
Kathedraal van São Paulo
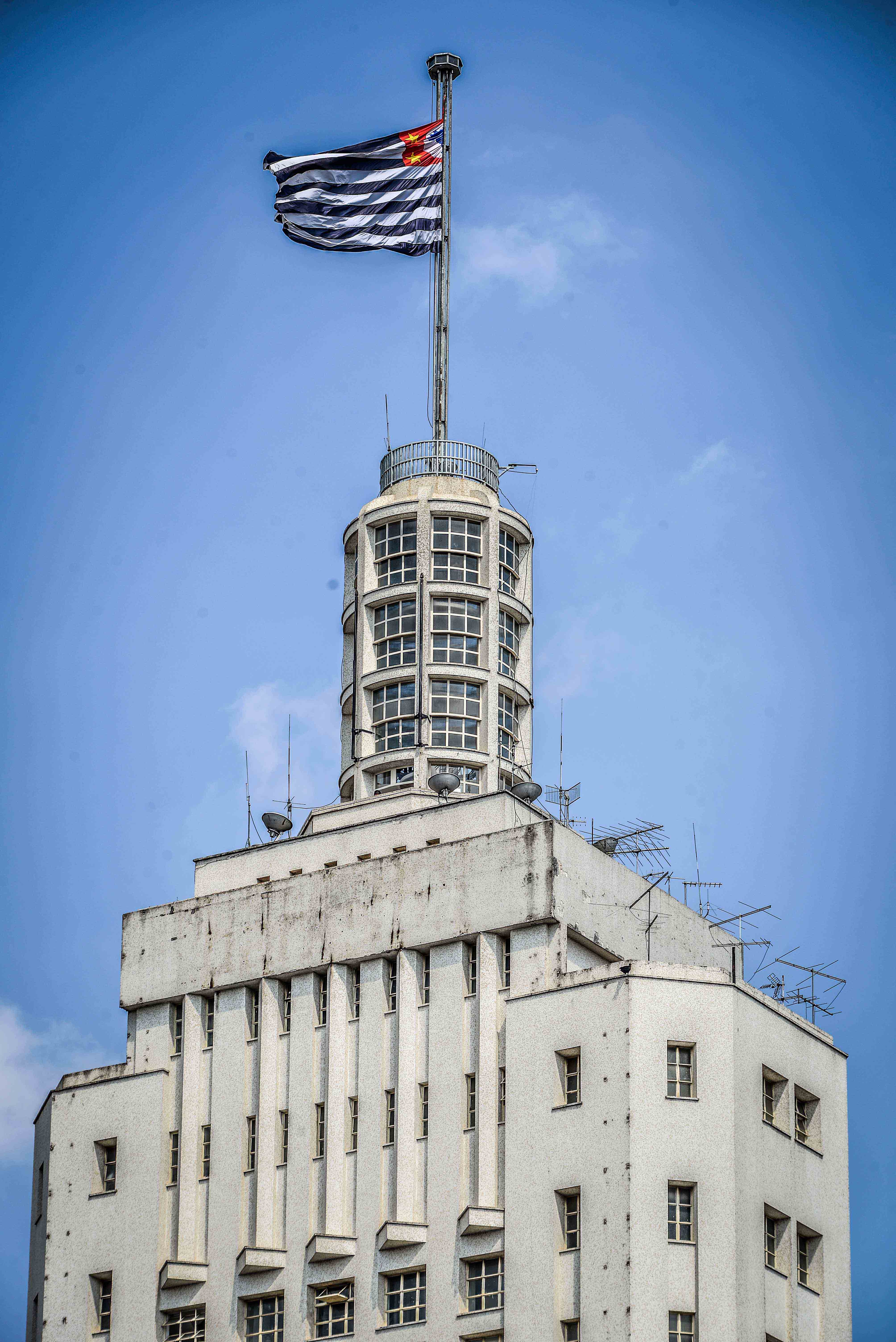
Edifício Altino Arantes
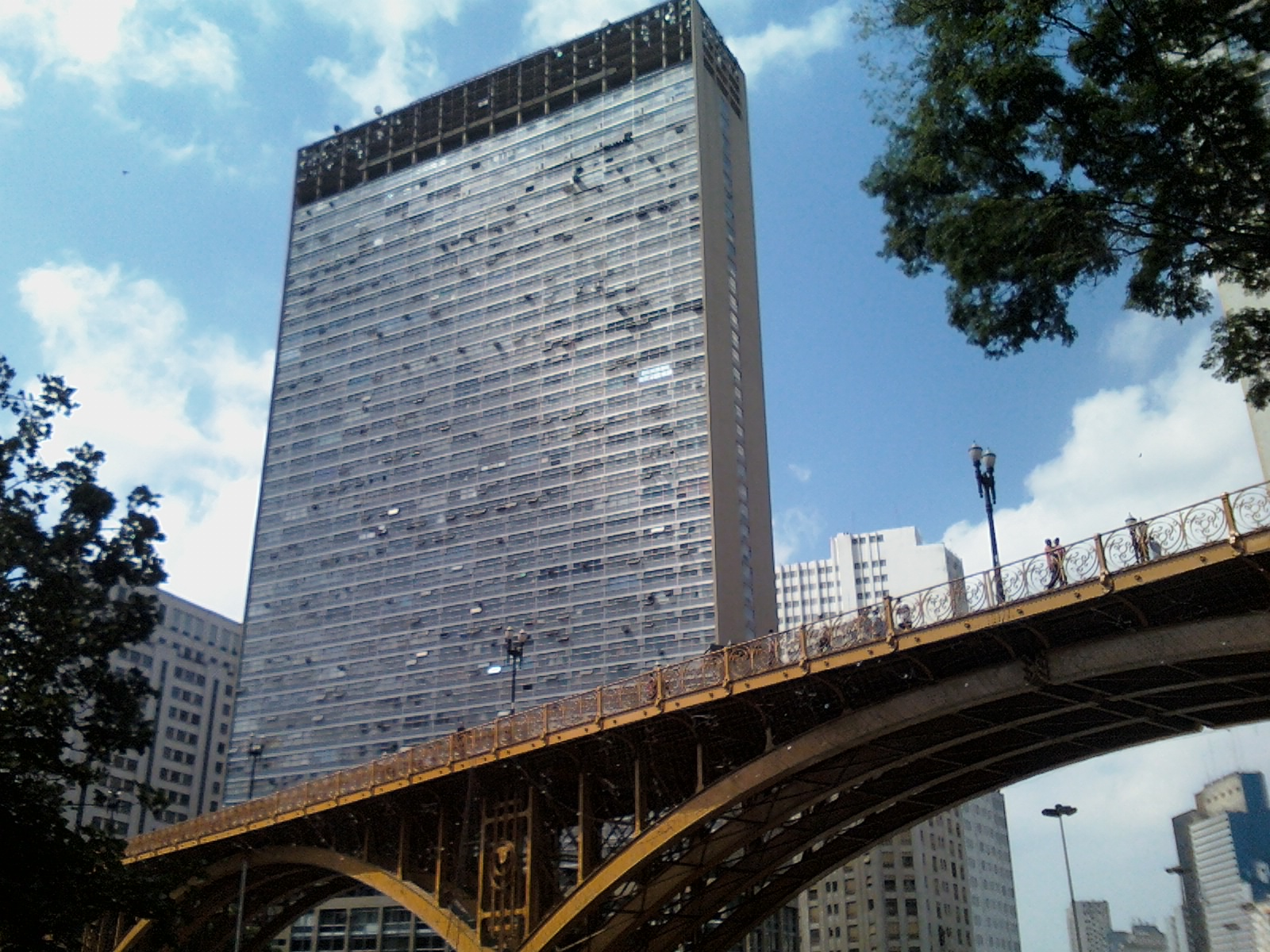
Mirante do Vale

### Sport
Voetbal is de populairste sport van Brazilië en de stad ademt dan ook voetbal uit. Reeds in 1902 startte het staatskampioenschap, het Campeonato Paulista, de eerste georganiseerde competitie van heel het land. De topclubs uit de beginjaren (Paulistano, Germânia en São Paulo Athletic) zijn inmiddels verdwenen. Later werden
Corinthians, Palmeiras en São Paulo FC erg succesvol, zowel op staatsniveau als op nationaal niveau en zelfs internationaal niveau. Zo wonnen São Paulo en Corinthians respectievelijk drie en twee keer de wereldtitel voor clubs. Portuguesa is de vierde club van de stad en speelde altijd in de schaduw van de stadsrivalen, maar kon op nationaal niveau wel nog meedraaien en speelde bijna altijd in de hoogste klasse. In 2013 en 2014 volgden twee degradaties op rij en in 2015 degradeerde de club zelfs uit de hoogste klasse van het staatskampioenschap. Juventus is de vijfde club van de stad. De club speelde één seizoen in de Série A en twaalf seizoenen in de Série B. In het staatskampioenschap speelde de club met tussentijdse onderbrekingen van 1930 tot 2008. Nacional kon eind jaren negentig enkele seizoenen in de Série C spelen, ofschoon de club al sinds 1974 er niet meer in slaagde om in de hoogste klasse van het staatskampioenschap te spelen.
São Paulo was met de Arena de São Paulo speelstad bij het WK voetbal van 2014. Bij het eveneens in Brazilië georganiseerde WK voetbal van 1950, was São Paulo geen speelstad.
In São Paulo wordt ook jaarlijks de Grote Prijs Formule 1 van Brazilië verreden op het Autódromo José Carlos Pace.
Belangrijke atletiekwedstrijden met een sterk internationaal deelnemersveld in de stad zijn de São Silvestre, een hardloopwedstrijd over 15 kilometer die sinds 1925 op oudjaarsdag gehouden wordt en de marathon van São Paulo.

## Economie
São Paulo is het economische centrum van Brazilië. Uit de stad komt 40% van de Braziliaanse industriële productie. São Paulo is de hoofdstad van de gelijknamige staat São Paulo, die de motor van de Braziliaanse economie is.

## Verkeer en vervoer

### Vliegverkeer
De internationale luchthaven is São Paulo Guarulhos. Deze verwerkt vluchten van en naar alle werelddelen en ook veel binnenlandse vluchten. Verder is er de luchthaven Congonhas. Deze luchthaven verwerkt voornamelijk binnenlandse vluchten en geldt als een van de drukste van Latijns-Amerika.

### Autoverkeer
Zoals veel wereldsteden heeft São Paulo een hectisch autoverkeer. Om de verkeersdruk te verlichten heeft elke auto sinds 1997 één dag in de week rodizio. Afhankelijk van het laatste cijfer van de kentekenplaat (1 of 2 op maandag, 3 of 4 op dinsdag, ...) is het verboden om tijdens de spits (van 7-10u en van 17-20u) in het stadscentrum te rijden. Deze maatregel verminderde de verkeersdruk aanzienlijk, maar vanaf 2007 waren de files weer langer dan van voor 1997. Om de verkeersdruk toch te ontlasten investeert de staat en stad São Paulo in de Rodoanel, de grote ring rond de agglomeratie en de metro van São Paulo. São Paulo is door middel van de snelweg Presidente Dutra verbonden met de stad Rio de Janeiro.

#### Snelwegen
De stad wordt doorkruist door 10 grote Braziliaanse snelwegen; auto's zijn nog steeds de belangrijkste middelen om in de stad te komen. De snelwegen zijn:
- Rodovia Presidente Dutra / BR-116, die São Paulo met het oosten en noordoosten van het land verbindt.
- Rodovia Regis Bittencourt / BR-116, die São Paulo met het zuiden van het land verbindt.
- Rodovia Fernão Dias / BR-381, die São Paulo met het noorden van het land verbindt.
- Rodovia Anchieta / SP-150, die São Paulo met de kust verbindt. De weg wordt hoofdzakelijk gebruikt voor vrachtvervoer naar de haven van Santos.
- Rodovia dos Imigrantes / SP-150, die São Paulo met de kust verbindt. De weg wordt hoofdzakelijk gebruikt voor het toerisme.
- Rodovia Castelo Branco / SP-280, die São Paulo met het westen en noordwesten van het land verbindt.
- Rodovia Raposo Tavares / SP-270, die São Paulo met het westen van het land verbindt.
- Rodovia Anhanguera / SP-330, die São Paulo met het noordwesten van het land verbindt, met inbegrip van de hoofdstad.
- Rodovia dos Bandeirantes / SP-348, die São Paulo met het noordwesten van het land verbindt. Deze weg wordt beschouwd als de beste snelweg van Brazilië.
- Rodovia Ayrton Senna / SP-70, die is vernoemd naar de Braziliaanse Formule 1 autocoureur Ayrton Senna. Deze snelweg verbindt São Paulo met het oosten en de noordkust van de staat.

### Helikopterverkeer
Na Los Angeles heeft São Paulo de meeste helikopters in de lucht. Rijke mensen nemen de helikopter naar het strand, 80 km verderop, of gaan ermee naar het winkelcentrum. Ook banken maken veelvuldig gebruik van helikopters bij geldtransport. De politie gebruikt ze voor patrouilles.

## Onderwijs
Aan de westkant van de stad bevindt zich de Universiteit van São Paulo (USP). Deze grote campus biedt opleidingen in diverse richtingen en is eerder een grote parkstad dan een verzameling gebouwen. Op de campus bevindt zich tevens het instituut IPT, een groot onderzoeksinstituut dat zich onder andere richt op materiaalonderzoek. In São Paulo zijn er nu meer dan 182 colleges erkend door het MEC (Ministerie van Onderwijs).

## Stedenbanden
Zustersteden van São Paulo:
- Luanda, Angola
- Buenos Aires, Argentinië (1999)
- Mendoza, Argentinië
- Jerevan, Armenië
- La Paz, Bolivia
- Toronto, Canada
- Santiago, Chili
- Macau, China
- Ningbo, China
- Peking, China
- Havana, Cuba
- Hamburg, Duitsland
- Parijs, Frankrijk (2004)
- Tel Aviv, Israël
- Milaan, Italië
- Naha, Japan
- Osaka, Japan
- Tokio[bron?], Japan
- Amman, Jordanië
- Asuncion, Paraguay
- Coimbra, Portugal
- Funchal, Portugal
- Góis, Portugal
- Leiria, Portugal
- Lissabon, Portugal
- Cluj-Napoca, Roemenië
- Boekarest, Roemenië
- Barcelona, Spanje
- Córdoba, Spanje
- Santiago de Compostella, Spanje
- Damascus, Syrië
- Montevideo, Uruguay
- Chicago, Verenigde Staten
- Seoel, Zuid-Korea (1977)

## Galerij

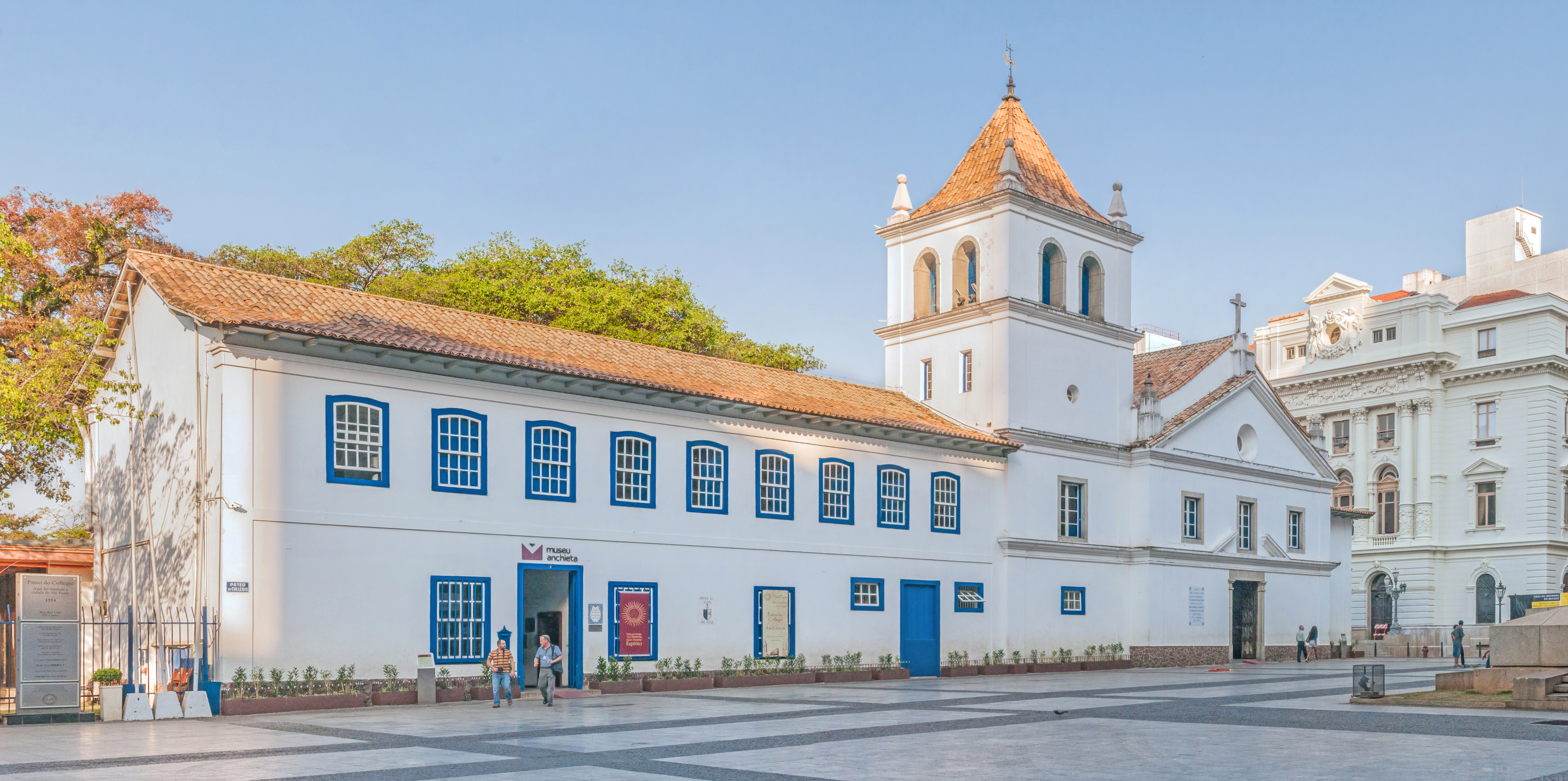
Pátio do Colégio, het historische centrum van São Paulo
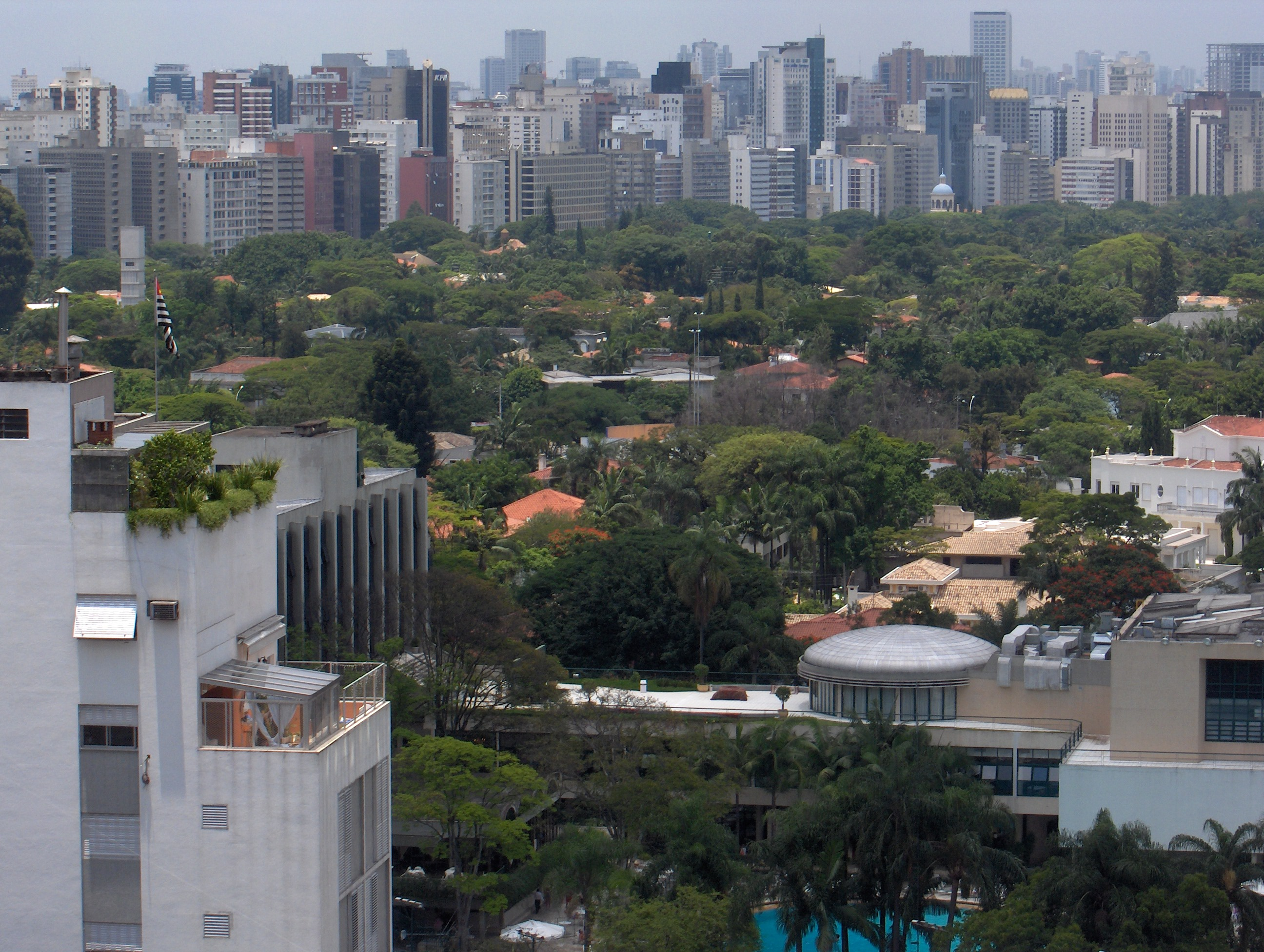
Pinheiros
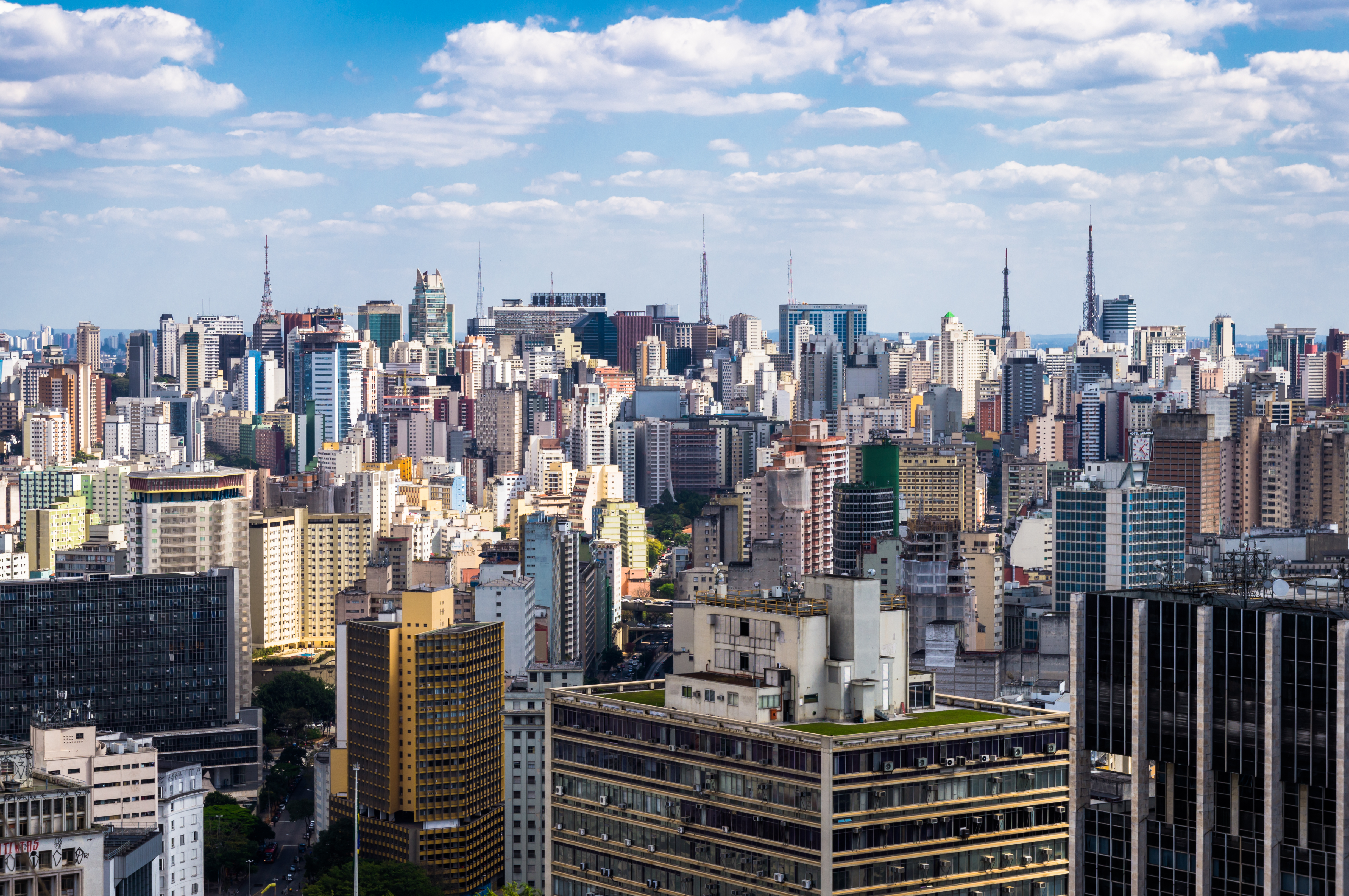
Het zakencentrum
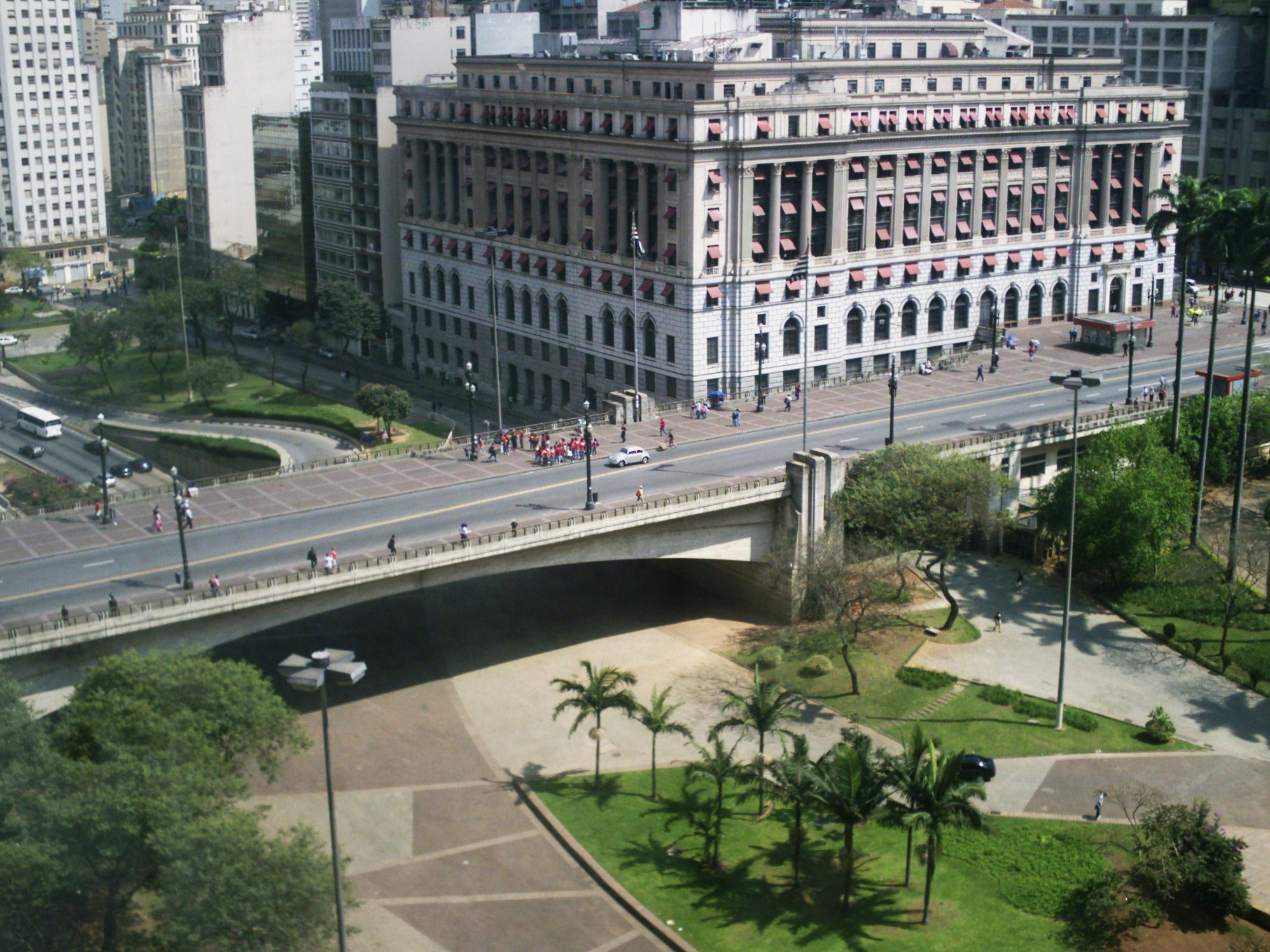
Viaduto do Chá
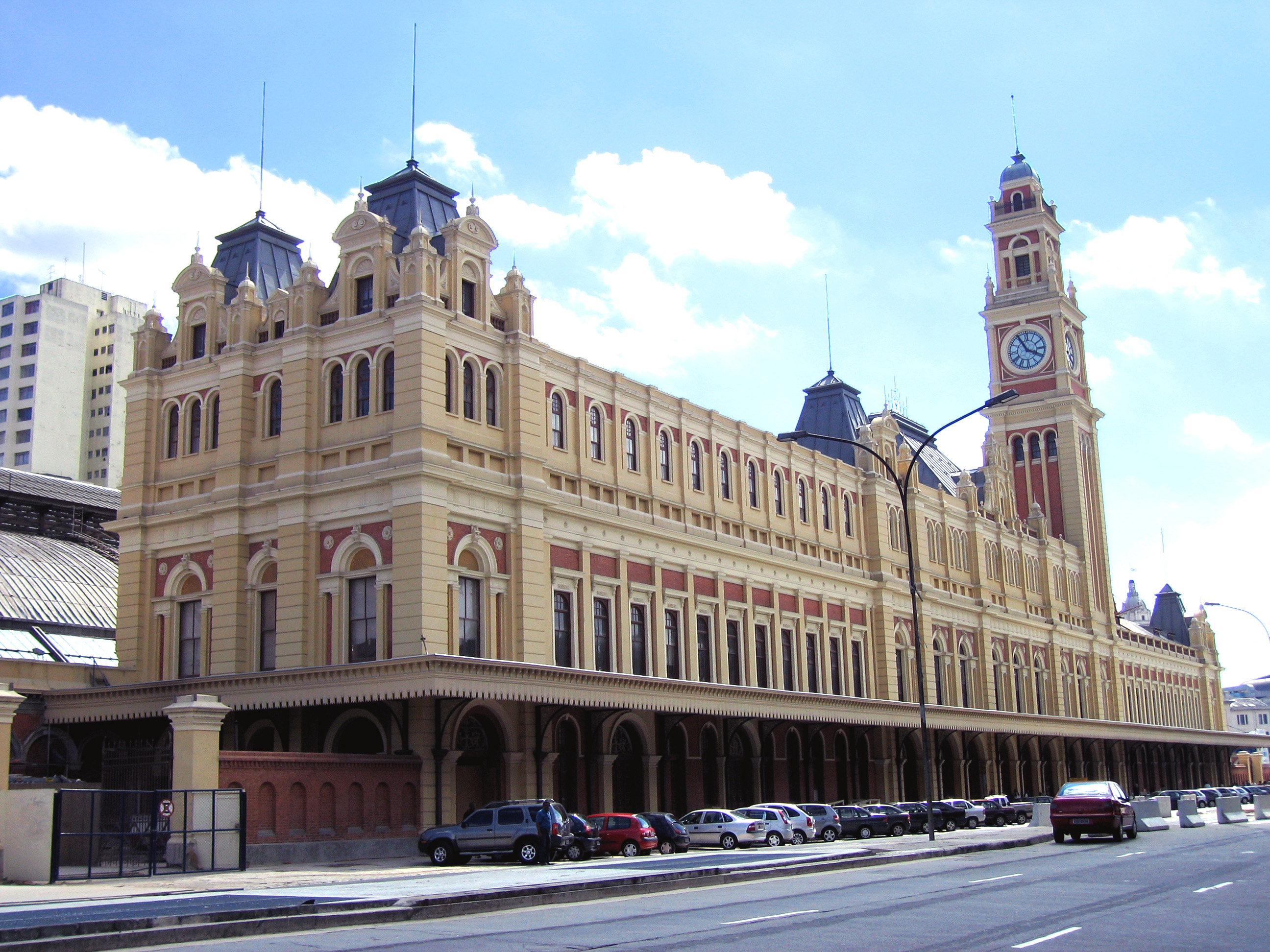
Het station Estação da Luz
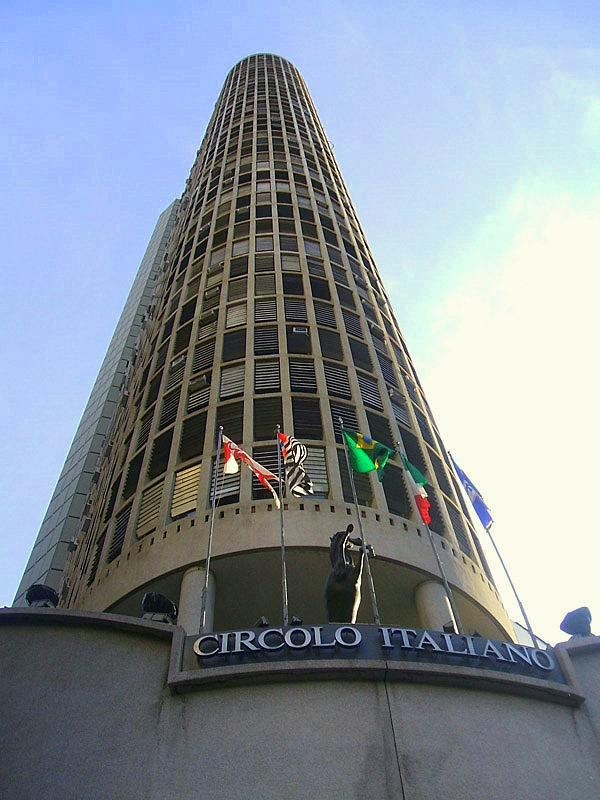
Edifício Itália
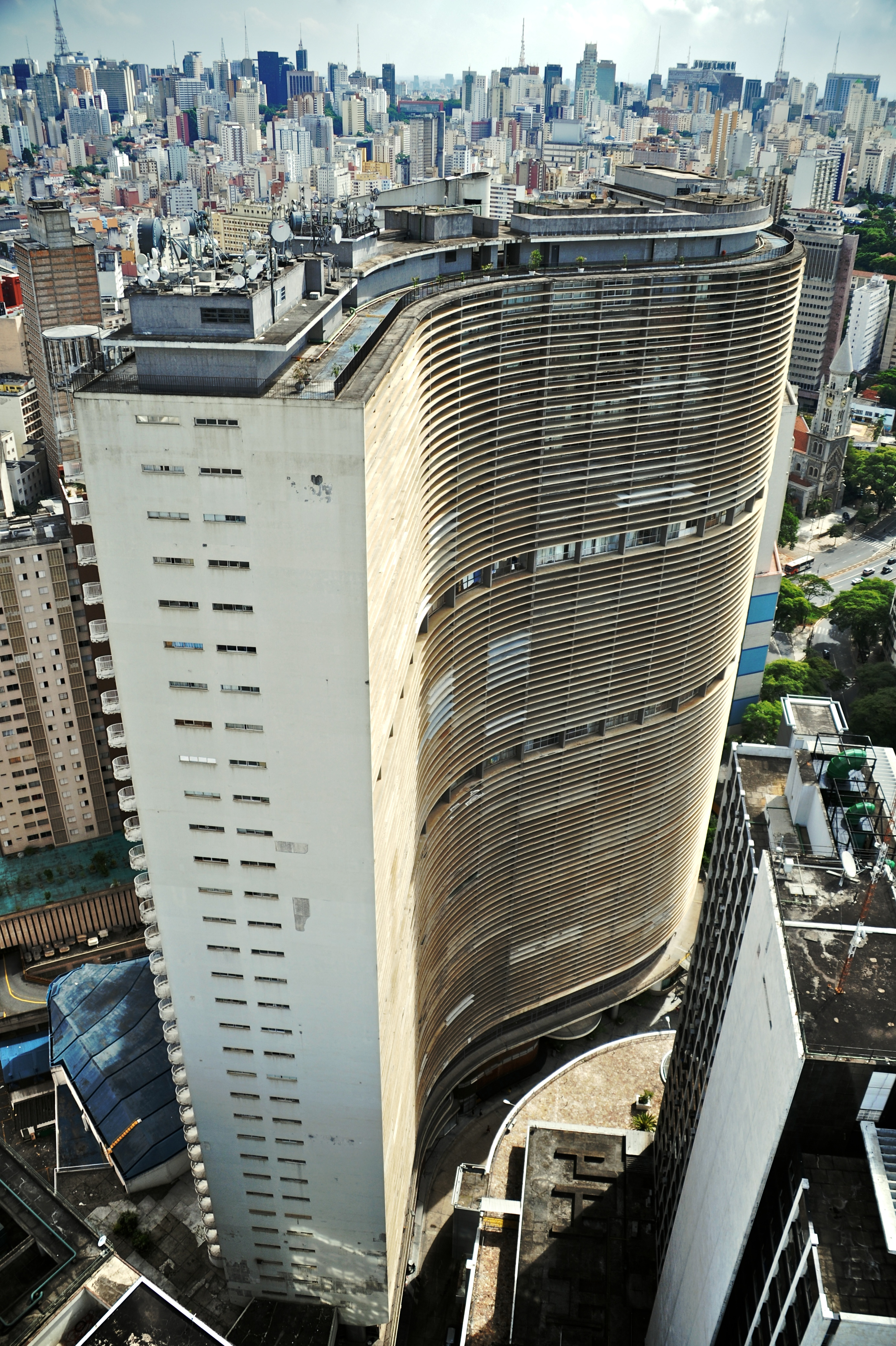
Edifício Copan
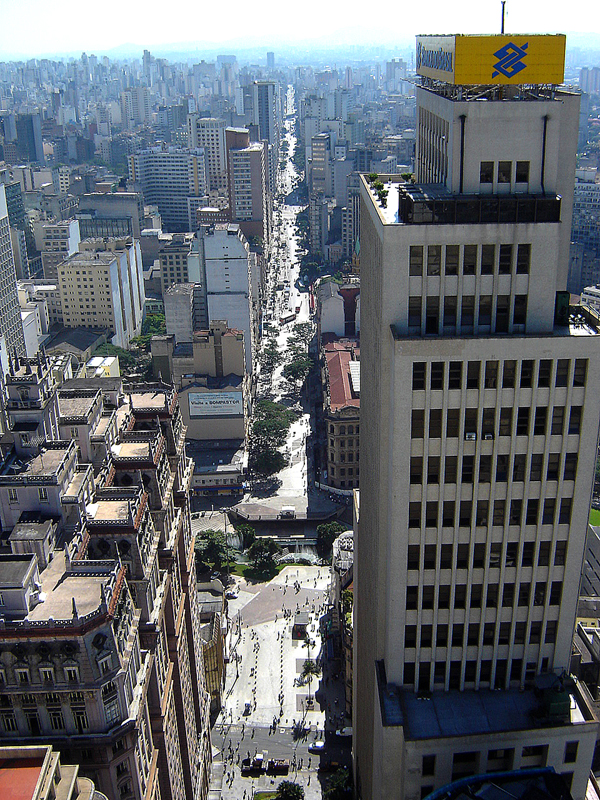
Avenida São João